# Eurico, o Presbítero
Eurico, o Presbítero é um romance histórico de Alexandre Herculano datado de 1844. Fala a respeito do fim do reino visigodo formado na região que atualmente compreende Espanha e Portugal, diante da invasão dos muçulmanos, que avançaram pela maior parte da Península Ibérica no século VIII.

## Enredo
O enredo conta a história de amor entre Eurico e Hermengarda, que se passa na Península Ibérica visigótica do século VIII. Eurico e seu amigo Teodomiro lutam ao lado do rei da Hispania, Vitiza, contra os "montanheses rebeldes e contra os francos, seus aliados". Depois de vencer o combate, Eurico vai viver em um vilarejo na área do ducado da Cantábria. Nesse vilarejo, Eurico encontra sua amada em uma igreja, durante a missa. Os dois têm um amor secreto mas ele não sabe que ela é da realeza. Inocentemente, Eurico pede, a Fávila, duque da Cantábria, a mão de sua filha, Hermengarda, porém este recusa o pedido ao saber que se trata de um homem de origens humildes.
Eurico, então, se entrega à religiosidade, tornando-se o presbítero de Carteia, para se afastar das lembranças de Hermengarda, através das funções religiosas e da composição de poemas e hinos religiosos.
No entanto, quando ele descobre que os árabes estão invadindo a Península Ibérica, liderados por Tárique, alerta seu amigo Teodomiro e se transforma no enigmático Cavaleiro Negro. De maneira heroica, Eurico, agora o Cavaleiro Negro, luta em defesa de sua terra e, devido ao seu ímpeto, ganha a admiração dos visigodos e dos demais povos da Península, agora seus aliados, e lhes dá forças para combater o invasor.
Quando a vitória parece certa para os godos, Sisebuto e Ebas, filhos do imperador Vitiza, traem seu povo, a fim de ganhar o trono espanhol. Logo após, Roderico, rei dos visigodos, morre na Batalha de Guadalete e o povo passa a ser liderado por Teodomiro. Enquanto isso, os árabes invadem o Mosteiro da Virgem Dolorosa e raptam Hermengarda. O Cavaleiro Negro salva–a quando o amir estava prestes a profaná-la. Durante a fuga, Hermengarda é levada até às Astúrias, onde está seu irmão Pelágio.
Em segurança numa gruta de Covadonga, Hermengarda encontra Eurico e declara seu amor por ele. Contudo, Eurico não acredita que esse amor possa se concretizar,  e revela a real identidade do Cavaleiro Negro. Ao saber disso, Hermengarda perde a razão e Eurico, ciente de suas obrigações, parte para um combate suicida contra os árabes e enfrenta os traidores bispo Opas e Julião, conde de Ceuta.

## Personagens
- Eurico - De origem comum, oficial do exército visigótico e gardingo na corte.
- Hermengarda – paixão de Eurico.
- Fávila - duque de Cantábria.